# Pipistrellus murrayi
El murciélago de la Isla de Navidad (Pipistrellus murrayi) es una especie extinta de murciélago de la familia de los vespertiliónidos, que habitaba bajo la corteza, en el follaje muerto y en huecos de árboles en la Isla de Navidad. Fue descubierta a finales de 2005 en dormideros bajo la corteza de árboles forestales muertos. La especie, amenazada por la pérdida de su hábitat y la introducción de otras especies, se declaró extinta, luego de que el último espécimen fuera observado en agosto de 2009.